# Vingtième législature du Bundestag
26 octobre 2021 - 25 mars 2025
(3 ans, 4 mois et 27 jours)
19e 21e
La 20e législature du Bundestag est le cycle parlementaire du Bundestag allemand ouvert le 26 octobre 2021, à la suite des élections fédérales, elle est dissoute le 27 décembre 2024 par le président fédéral Frank-Walter Steinmeier.

## Président fédéral
Frank-Walter Steinmeier est désigné candidat par le SPD, il reçoit quelques jours plus tard, le 14 novembre 2016, le soutien de la CDU/CSU dirigée par Angela Merkel, ce qui rend son élection à la présidence fédérale inéluctable puisque les trois formations bénéficient de la majorité absolue à l'Assemblée fédérale. Dans les semaines qui suivent, il promet, dans la lignée des précédents présidents fédéraux, de maintenir le pays uni autour de ses valeurs fédérales et dit sa détermination à ne pas succomber « sans limite à la simplification », qui favoriserait selon lui la montée des populismes en Allemagne comme en Europe.
En 2022, Frank-Walter Steinmeier est éligible à un second mandat. Il est présenté comme candidat à sa réélection avec un nouveau soutien du SPD, du FDP, les Verts, la Fédération des électeurs du Schleswig du Sud (SWW) ainsi que la CDU/CSU. Ces derniers renouvellent leur soutien malgré leur défaite lors des élections législatives de 2021. Néanmoins, il doit affronter une candidature dissidente du CDU et un indépendant soutenu par Die Linke. Il est réélu dès la premier tour avec trois quarts des voix. Lors de son discours postélectoral, il se distingue du chancelier Olaf Scholz en prenant une position très ferme contre la Russie et sa responsabilité dans la crise en cours en Ukraine et appelant les responsables politique à tout faire pour préserver la paix. 

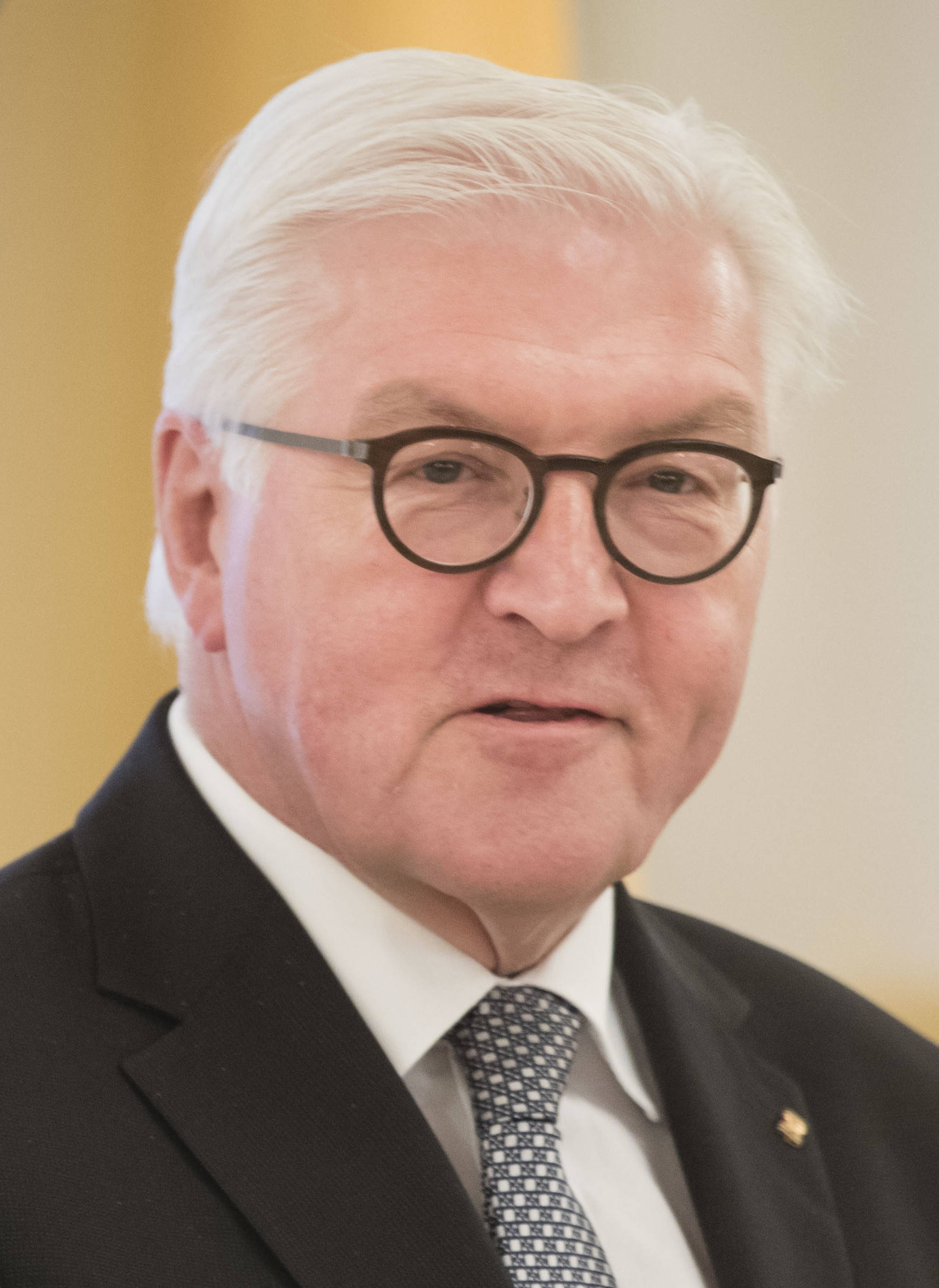
Frank-Walter Steinmeier, président fédéral depuis le 19 mars 2017.

## Chancelier et gouvernements successifs
À l'issue du scrutin de 2021, le Parti social-démocrate vire en tête avec plus de 25 % des voix, soit une progression de cinq points par rapport à 2017, et Olaf Scholz revendique publiquement le rôle de formateur du prochain gouvernement fédéral alors que les Unions chrétiennes, deuxièmes, ont réalisé leur plus mauvais résultat depuis 1949. Ce succès social-démocrate est dû au style rassurant de son candidat, qui a su se montrer comme le fidèle héritier d'Angela Merkel tout en évitant les erreurs et polémiques qui ont entaché les campagnes d'Armin Laschet et Annalena Baerbock. Il se dit ensuite favorable à la formation d'une « coalition en feu tricolore » avec Les Verts et le Parti libéral-démocrate et indique avoir pour objectif de s'installer « avant Noël » à la chancellerie fédérale.
En octobre 2021, les trois partis de la coalition « feu tricolore » tiennent une conférence de presse, avec Olaf Scholz (SPD), Annalena Baerbock (Les Verts) et Christian Lindner (Parti libéral-démocrate). Ils annoncent avoir finalisé un document commun dessinant les mesures et objectifs du gouvernement pour les quatre prochaines années.
| Gouvernement | Gouvernement | Gouvernement   | Dates (Durée)                                           | Partis                                                                           | Chancelier  | Composition initiale |
| ------------ | ------------ | -------------- | ------------------------------------------------------- | -------------------------------------------------------------------------------- | ----------- | -------------------- |
|              |              | Cabinet Scholz | 8 décembre 2021 - 6 mai 2025 (3 ans, 7 mois et 6 jours) | SPD-Grünen-FDP (jusqu'au 7 novembre 2024) SPD-Grünen (depuis le 7 novembre 2024) | Olaf Scholz | 16 ministres         |

## Présidium du Bundestag
| Fonction | Fonction | Fonction        | Fonction              | Groupe parlementaire | Circonscription    |
| -------- | -------- | --------------- | --------------------- | -------------------- | ------------------ |
|          |          | Présidente      | Bärbel Bas            | SPD                  | Duisbourg-I        |
|          |          | Vice-présidente | Aydan Özoğuz          | SPD                  | Hambourg-Wandsbek  |
|          |          | Vice-présidente | Yvonne Magwas         | CDU/CSU              | Vogtlandkreis      |
|          |          | Vice-présidente | Katrin Göring-Eckardt | Grünen               | Thuringe           |
|          |          | Vice-président  | Wolfgang Kubicki      | FDP                  | Schleswig-Holstein |
|          |          | Vice-présidente | Petra Pau             | Linke                | Berlin             |

## Commissions permanentes
Au 9 novembre 2022, le Bundestag est organisé en 26 commissions permanentes composées comme suit :
| Commission                                                                               | Membres | Présidence | Présidence | Présidence                    | Vice-présidence | Vice-présidence | Vice-présidence           |
| Commission                                                                               | Membres | Groupe     | Groupe     |                               | Groupe          | Groupe          |                           |
| ---------------------------------------------------------------------------------------- | ------- | ---------- | ---------- | ----------------------------- | --------------- | --------------- | ------------------------- |
| Affaires de l’Union européenne                                                           | 40      |            | Grünen     | Anton Hofreiter               |                 | SPD             | Markus Töns               |
| Affaires étrangères                                                                      | 47      |            | SPD        | Michael Roth                  |                 | CDU/CSU         | Thomas Erndl              |
| Alimentation et agriculture                                                              | 35      |            | CDU/CSU    | Hermann Färber                |                 | FDP             | Gero Clemens Hocker       |
| Budget                                                                                   | 45      |            | CDU/CSU    | Helge Braun                   |                 | SPD             | Bettina Hagedorn          |
| Coopération économique et développement                                                  | 24      | vacant     | vacant     | vacant                        |                 | FDP             | Christoph Hoffmann        |
| Culture et médias                                                                        | 19      |            | SPD        | Katrin Budde                  |                 | CDU/CSU         | Marco Wanderwitz          |
| Défense                                                                                  | 38      |            | FDP        | Marie-Agnes Strack-Zimmermann |                 | CDU/CSU         | Henning Otte              |
| Droits de l’homme et aide humanitaire                                                    | 19      |            | FDP        | Renata Alt                    |                 | CDU/CSU         | Norbert Maria Altenkamp   |
| Économie                                                                                 | 33      |            | CDU/CSU    | Michael Grosse-Brömer         |                 | SPD             | Hannes Walter             |
| Éducation recherche et évaluation des répercussions technologiques                       | 38      |            | Grünen     | Kai Gehring                   |                 | Linke           | Petra Sitte               |
| Environnement, protection de la nature, sûreté nucléaire et protection des consommateurs | 37      |            | Grünen     | Harald Ebner                  | vacant          | vacant          | vacant                    |
| Famille, personnes âgées, femmes et jeunesse                                             | 39      |            | SPD        | Ulrike Bahr                   |                 | CDU/CSU         | Astrid Timmermann-Fechter |
| Finances                                                                                 | 45      |            | CDU/CSU    | Alois Rainer                  |                 | Grünen          | Katharina Beck            |
| Intérieur et territoire                                                                  | 46      | vacant     | vacant     | vacant                        |                 | SPD             | Lars Castellucci          |
| Justice                                                                                  | 39      |            | CDU/CSU    | Elisabeth Winkelmeier-Becker  |                 | FDP             | Thorsen Lieb              |
| Logement, développement urbain, construction et communes                                 | 34      |            | FDP        | Sandra Weeser                 | vacant          | vacant          | vacant                    |
| Mediation                                                                                | 16      |            |            |                               |                 |                 |                           |
| Numérique                                                                                | 33      |            | Grünen     | Tabea Rößner                  |                 | SPD             | Anna Kassautzki           |
| Pétitions                                                                                | 30      |            | SPD        | Martina Stamm-Fibich          |                 | CDU/CSU         | Bernhard Loos             |
| Protection du climat et énergie                                                          | 34      |            | Linke      | Klaus Ernst                   | vacant          | vacant          | vacant                    |
| Santé                                                                                    | 42      | vacant     | vacant     | vacant                        |                 | Grünen          | Kristen Kappert-Gonther   |
| Sports                                                                                   | 19      |            | SPD        | Frank Ullrich                 |                 | Grünen          | Philip Krämer             |
| Tourisme                                                                                 | 19      |            | CDU/CSU    | Jana Schimke                  |                 | SPD             | Gülistan Yüksel           |
| Transports                                                                               | 34      |            | SPD        | Udo Schiefner                 |                 | Grünen          | Nyke Slawik               |
| Travail et affaires sociales                                                             | 49      |            | SPD        | Bernd Rützel                  |                 | CDU/CSU         | Axel Knoerig              |
| Validation des élections, immunités et règlement                                         | 19      |            | CDU/CSU    | Daniela Ludwing               |                 | SPD             | Esther Dilicher           |

## Groupes parlementaires
|                                      |                                      |                                                                            | Députés                              | Président déclaré                                                                 |
| Membres                              |                                      |                                                                            |                                      | Président déclaré                                                                 |
| ------------------------------------ | ------------------------------------ | -------------------------------------------------------------------------- | ------------------------------------ | --------------------------------------------------------------------------------- |
|                                      | SPD                                  | Parti social-démocrate d'Allemagne                                         | 207                                  | Rolf Mützenich                                                                    |
|                                      | CDU/CSU                              | Union chrétienne-démocrate d'Allemagne/Union chrétienne-sociale en Bavière | 196                                  | Ralph Brinkhaus puis Friedrich Merz                                               |
|                                      | Grünen                               | Alliance 90 / Les Verts                                                    | 117                                  | Katrin Göring-Eckardt et Anton Hofreiter puis Katharina Dröge et Britta Haßelmann |
|                                      | FDP                                  | Parti libéral-démocrate                                                    | 90                                   | Christian Lindner puis Christian Dürr                                             |
|                                      | AfD                                  | Alternative pour l'Allemagne                                               | 76                                   | Tino Chrupalla et Alice Weidel                                                    |
| Total de députés membres d'un groupe | Total de députés membres d'un groupe | Total de députés membres d'un groupe                                       | Total de députés membres d'un groupe | 687                                                                               |
|                                      | Députés non-inscrits                 | Députés non-inscrits                                                       | Députés non-inscrits                 | 46                                                                                |
| Total des sièges pourvus             | Total des sièges pourvus             | Total des sièges pourvus                                                   | Total des sièges pourvus             | 733                                                                               |

Au cours de la législature, le Groupe Die Linke au Bundestag, qui comptait initialement 39 membres, est passé sous la barre des 5% des effectifs du Bundestag et a été dissous.